# Yıldız Kaplan
Yıldız Kaplan (anhörenⓘ * 28. Oktober 1970 in Istanbul) ist ein türkisches Model, eine Schauspielerin und Popsängerin.

## Leben
Kaplan wurde mit 17 Jahren das erste Mal Mutter. Seit 2008 ist sie mit dem türkischen Geschäftsmann Celal Kopuz verheiratet. Im selben Jahr wurden die beiden Eltern eines Kindes. Später folgte die Geburt eines dritten Kindes. Ihre älteste Tochter ist selbst Mutter.

## Karriere
Kaplan debütierte Mitte der 1990er Jahre in mehreren Fernsehserien als Schauspielerin. 1996 übernahm sie die Rolle der Seksi Şempanze in der Fernsehserie Tatlı Kaçıklar, die ihr große nationale Bekanntheit einbrachte. 2000 war sie in sechs Episoden der Mini-Serie Parça Pinçik zu sehen. Sie übernahm auch Nebenrollen in den Filmproduktionen Hemso – Der Kumpel und Insaat – Die Baustelle. 2004 war sie in acht Episoden der Fernsehserie Evli ve Çocuklu in der Rolle der Jale Tonguç zu sehen.
2002 erschien ihr Debütalbum Gönül Borcu. Dadurch wollte sie beweisen, dass sie auch als Sängerin Erfolge feiern kann. Drei Jahre später wurde das Album Işıl Işıl veröffentlicht. Im September 2008 erschien mit Motive im Label Seyhan Müzik ihr drittes Album. Ab demselben Jahr erfolgten ebenfalls im Label Seyhan Müzik die Veröffentlichung einiger Singles.

## Diskografie

### Alben
- 2002: Gönül Borcu (Kaplan Müzik)
- 2005: Işıl Işıl (Seyhan Müzik)
- 2008: Motive (Seyhan Müzik)

### Singles
- 2002: Arkadaş Kalalım
- 2005: Sayende
- 2005: Sözümün Eriyim
- 2005: Işıl Işıl
- 2006: Alınmadım Sana
- 2008: Motive
- 2008: Kağıt Kesiği
- 2011: Aşk Dili (Haberin Yok)
- 2013: Hoşgeldin
- 2013: Eline Gözüne Dizine De Dursun
- 2014: Söz
- 2014: Uçabiliriz
- 2015: Koş

## Filmografie
- 1993: Komşular (Fernsehserie)
- 1996: Tatlı Kaçıklar (Fernsehserie)
- 1997: Yasemin (Fernsehserie)
- 1998: Unutabilsem (Fernsehserie)
- 1998: Ayrı Dünyalar (Mini-Serie)
- 2000: Parça Pinçik (Mini-Serie, 6 Episoden)
- 2001: Hemso – Der Kumpel (Hemso)
- 2001: Bizim Otel
- 2002: Asayiş Berkemal
- 2003: İnşaat – Die Baustelle (İnşaat)
- 2004: Başka yerde yok (Fernsehserie)
- 2004: Evli ve Çocuklu (Fernsehserie, 8 Episoden)
- 2006: Cennet Mahallesi (Fernsehserie, Episode 1x84)

## Auszeichnungen
- 2006: Kral Türkiye Müzik Award in der Kategorie Beste Newcomerin